# Lamontville Golden Arrows FC
Lamontville Golden Arrows Football Club – południowoafrykański klub piłkarski, grający obecnie w południowoafrykańskiej Premier Soccer League, mający siedzibę w mieście Durban, leżącym nad Oceanem Indyjskim. Domowe mecze rozgrywa na stadionie King Zwelithini Stadium w Umlazi, mogącym pomieścić 20 tysięcy widzów.

## Sukcesy
- First Division Coastal Stream: mistrzostwo 2000
- MTN 8: mistrzostwo 2009

## Występy w Premier Soccer League
- 2008/2009 – 5. miejsce
- 2007/2008 – 9. miejsce
- 2006/2007 – 12. miejsce
- 2005/2006 – 6. miejsce
- 2004/2005 – 9. miejsce
- 2003/2004 – 9. miejsce
- 2002/2003 – 5. miejsce
- 2001/2002 – 13. miejsce
- 2000/2001 – 9. miejsce